# The Mystery of Life
The Mystery of Life je album Johnnyja Casha, objavljen 1991. u izdanju Mercury Recordsa, posljednji pod tom etiketom. Na album su uvrštene dvije nove verzije pjesama povezanih s Cashom iz dana u Sunu i Columbiji, "Hey Porter" i "Wanted Man". "I'll Go Somewhere and Sing My Songs Again" je duet s Tomom T. Hallom. Loš prolaz albuma na ljestvicama (zauzeo je 70. poziciju) i činjenica da je jedini singl "Goin' by the Book" završio tek na broju 69 dokrajčili su Cashov odnos s Mercury Recordsom. Album je ponovno izdan 2003. s bonus pjesmom "The Wanderer" s albuma Zooropa grupe U2 iz 1993. 2006. su pjesme "I'm an Easy Rider" i "Beans for Breakfast" iskorištene za soundtrack za videoigru Scarface: The World Is Yours.

## Popis pjesama
1. "The Greatest Cowboy of Them All" – 3:34
2. "I'm an Easy Rider" – 2:36
3. "The Mystery of Life" (Joe Nixon) – 3:11
4. "Hey Porter" – 2:20
5. "Beans for Breakfast" – 3:18
6. "Goin' by the Book" (Chet Atkins/Les Paul) – 3:19
7. "Wanted Man" (Bob Dylan) – 2:52
8. "I'll Go Somewhere and Sing My Songs Again" (Tom T. Hall) – 3:11
  - S Tomom T. Hallom
9. "The Hobo Song" (John Prine) – 3:32
10. "Angel and the Badman" – 2:24

### Bonus pjesme
1. "The Wanderer" (Bono, Adam Clayton, The Edge, Larry Mullen Jr.) – 4:44

## Izvođači
- Johhny Cash - vokali, akustična gitara
- Anita Carter, Jim Dant, Debra Dekelaita, Jay Patten, John Prine, Pat McLaughlin - prateći vokali
- Jack Clement - prateći vokali, akustična gitara, dobro, ukulele, producent
- David Ferguson - prateći vokali, akustična gitara, tehničar, mikser, pomoćni producent
- Jamie Hartford - prateći vokali, mandolina
- Claude Hill - prateći vokali, koordinator projekta
- Irving Kane - prateći vokali, rog
- Marty Stuart - prateći vokali, akustična gitara, električna gitara, mandolina, aranžer
- Jim Soldi - prateći vokali, akustična gitara, električna gitara
- Jimmy Tittle - prateći vokali, električni bas
- Lloyd Green - steel gitara
- Kerry Marx - akustična gitara, električna gitara
- Mark Howard - akustična gitara, električna gitara, mandolina, tehničar, pomoćni mikser
- W.S. Holland, Kenny Malone, Jody Maphis - perkusije, bubnjevi
- Roy Huskey, Jr., Steve Logan - akustični bas
- Earl Ball - klavir
- Joey Miskulin - klavir, harmonika, klavijature, aranžer
- Jack Hale, Bob Lewin - rog
- Mark O'Connor - gusle

## Ljestvice
Album - Billboard (Sjeverna Amerika)
| Godina | Ljestvica      | Pozicija |
| ------ | -------------- | -------- |
| 1991.  | Country albumi | 70       |

Singlovi - Billboard (Sjeverna Amerika)
| Godina | Singl               | Ljestvica        | Pozicija |
| ------ | ------------------- | ---------------- | -------- |
| 1990.  | "Goin' by the Book" | Country singlovi | 69       |

## Vanjske poveznice
- Podaci o albumu i tekstovi pjesama